# Pululahua
El Pululahua és un volcà adormit que es troba al nord del cantó de Quito, a la província de Pichincha, Equador. El cim s'eleva fins als 3356 msnm. Es troba a la Serralada Occidental, una secció de la gran serralada dels Andes, a l'oest-sud-oest del volcà Mojanda i al nord del Casitahua. Presenta una caldera d'uns 5 km d'amplada, parcialment omplerta per un grup de doms de lava dacítica. La zona oriental de la caldera està poblada i utilitzada per a l'agricultura.
A finals Plistocè i començaments de l'Holocè es van produir grans erupcions explosives que van produir fluxos piroclàstics. La formació de la caldera va tenir lloc durant una sèrie d'erupcions que van durar entre 150 i 200 anys que van començar fa uns 2.650 anys. Aquestes erupcions van enviar cendra volcànica sobre bona part de les regions de les terres baixes de l'Equador occidental, la qual cosa va contribuir a reduir les expressions de les cultures Chorrera i Cotocollao. La darrera erupció documentada va tenir lloc cap al 290 dC.
Es troba dins el parc nacional de la Reserva Geobotánica Pululahua.